# Hästnässund
Hästnässund [-súnd] (fi.: Hevossalmi) är ett sund och en stadsdel i Degerö distrikt i Helsingfors stad. 
Hästnässund ligger på södra Degerö och är en del av förortsbebyggelsen på Degerö som uppstått i början på 1960-talet. I området finns även äldre villabebyggelse från 1940-talet. Hästnässund ligger väster om Jollas, norr om Sandhamn och söder om Uppby. Det bor 1670 personer i Hästnässund (2012). I de västra delarna av Hästnässund finns bland annat ett daghem och badstrand. 
Från Hästnässund går den enda bron över till Sandhamn, över sundet som också heter Hästnässund. Bron är en klaffbro, som sommartid öppnas på bestämda tider för att släppa igenom fritids- och sightseeingbåtar.